# Itahipeus
Itahipeus is een geslacht van vliesvleugeligen uit de familie Eulophidae. De wetenschappelijke naam van dit geslacht is voor het eerst geldig gepubliceerd in 2003 door Hansson & LaSalle.

## Soorten
Het geslacht Itahipeus omvat de volgende soorten:
- Itahipeus brasilicola Hansson & LaSalle, 2003
- Itahipeus euryceps Hansson & LaSalle, 2003